# Locustella luscinioides
Locustella luscinioides là một loài chim trong họ Locustellidae.